# Bambalina
Bambalina ist ein Song, den Vincent Youmans, Herbert Stothart (Musik), Otto Harbach und Oscar Hammerstein II (Text) verfassten und 1923 beim New Yorker Musikverlag Harms Inc. veröffentlichten.

## Hintergrund
Der Song Bambalina war Teil des Musicals Wildflower, das am 7. Februar 1923 Premiere hatte und 586 Aufführungen erlebte. Die Tanznummer Bambalina war (neben dem nostalgischen und melodischen Titelsong) das erfolgreichste Lied aus diesem Musical und etablierte Youmans als einen der großen Liedschreiber für die Musiktheater der Ära. Edith Day stellte Bambalina in dem Musical vor. Der Songtext handelt vom Tanzen („Though other dances I may try, I always like the Bambalina best“). Stellvertretend für das Jahr 1923 nahm die Musikzeitschrift Variety Bambalina in ihre Liste Hit Parade of a Half Century auf.

## Erste Aufnahmen und spätere Coverversionen
Paul Whiteman war mit dem Song erfolgreich; zu den weiteren Musikern, die den Song ab 1923 coverten gehörten Edgar Fairchild & Adam Carroll (Piano Roll), Carl Fenton and His Orchestra (Brunswick 2422-A), das Casino Dance Orchestra (Pathe Actuelle 11005) und in Großbritannien die Savoy Orpheans unter Leitung von Debroy Somers (HMV B-5010) und das Orchester von Percival Mackey (Columbia 3893).
In Deutschland nahmen den Titel die Orchester von Dajos Béla, Edith Lorand und Marek Weber auf. Auch der deutsche Jazzpionier Eric Borchard spielte “Bambalina” mit seiner Atlantic Jazz Band im März 1924 für die “Grammophon” ein. Eine gesungene Fassung gibt es auf dem Beka-label von dem Bariton Robert Koppel, den ein Orchester unter Leitung von Johannes Lasowski begleitet.
Der Diskograf Tom Lord listet im Bereich des Jazz aus späteren Jahren lediglich zwei (Stand 2016) Coverversionen, und zwar von Raymond Scott und Marty Gold.